# Liste der Kulturdenkmäler in Nimsreuland
In der Liste der Kulturdenkmäler in Nimsreuland sind alle Kulturdenkmäler der rheinland-pfälzischen Ortsgemeinde Nimsreuland einschließlich des Ortsteils Schweißtal aufgeführt. Grundlage ist die Denkmalliste des Landes Rheinland-Pfalz (Stand: 27. Juni 2022).

## Einzeldenkmäler
| Bezeichnung | Lage                                            | Baujahr                    | Beschreibung | Bild            |
| ----------- | ----------------------------------------------- | -------------------------- | --- | --------------- |
| Wegekreuz   | Nimsreuland, Hauptstraße Lage                   | 1696                       | Schaftkreuz, (ehemals) bezeichnet 1696 | BW              |
| Hofanlage   | Nimsreuland, Hauptstraße 2 Lage                 | Mitte des 19. Jahrhunderts | Winkelhof, Mitte des 19. Jahrhunderts mit älteren Resten; Wohnhaus bezeichnet 1852 und 1787 (Kellertür), Scheune, Stall- und Remisentrakt | Fotos hochladen |
| Kreuz       | Nimsreuland, Hauptstraße, an Nr. 4 Lage         | 16. Jahrhundert            | Kruzifix, 16. Jahrhundert | Fotos hochladen |
| Wegekreuz   | Nimsreuland, Im Ecken, bei Nr. 1 Lage           | nach 1758                  | spätbarockes Schaftkreuz, wohl nach 1758                                                                                                  | Fotos hochladen |
| Wegekreuz   | Nimsreuland, nördlich des Ortes an der L 5 Lage | 1758                       | spätbarockes Schaftkreuz mit Relieffigur des heiligen Matthias, bezeichnet 1758                                                           | BW              |
| Quereinhaus | Schweißtal, Nr. 1 Lage                          | 1804                       | stattliches Quereinhaus, bezeichnet 1804, Erweiterung im 19. Jahrhundert                                                                  | BW              |
| Bildstock   | Schweißtal, bei Nr. 1 Lage                      | 1786                       | Kreuzigungsbildstock mit Relieffigur der heiligen Katharina, bezeichnet 1786                                                              | BW              |
| Hofanlage   | Schweißtal, Nr. 2 Lage                          | 19. Jahrhundert            | gestaffelter, überlängter und leicht geknickter Streckhof, weiteres Wirtschaftsgebäude, 19. Jahrhundert                                   | BW              |